# Got Ur Self a...
Got Ur Self a... è il secondo singolo tratto da Stillmatic, quinto album del rapper Nas.
Da notare l'utilizzo di un campione tratto da Woke Up This Morning degli Alabama 3, canzone meglio nota per essere la colonna sonora del telefilm I Soprano.

## Il video
Nel video, ambientato in un confessionale, Nas rende omaggio ai due rapper scomparsi The Notorious B.I.G. e 2Pac.

## Tracce

### Lato A
1. Got Ur Self a Gun... (Explicit) (3:51)
2. Got Ur Self a... (Clean) (3:54)

### Lato B
1. Got Ur Self a... (Instrumental) (3:54)
2. You're Da Man (Explicit) (3:00) 
  - Prodotta da Large Professor